# Student Agency

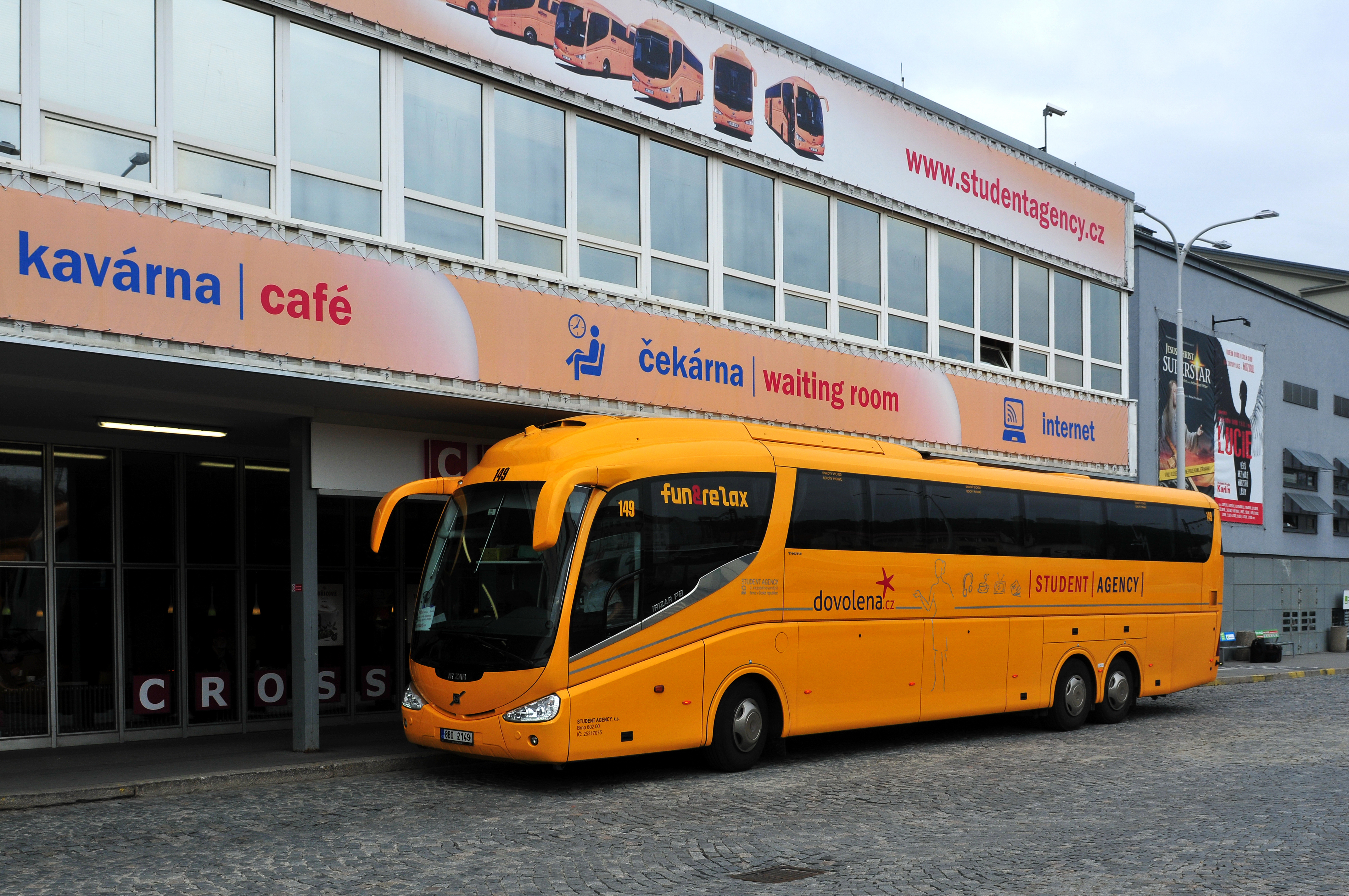

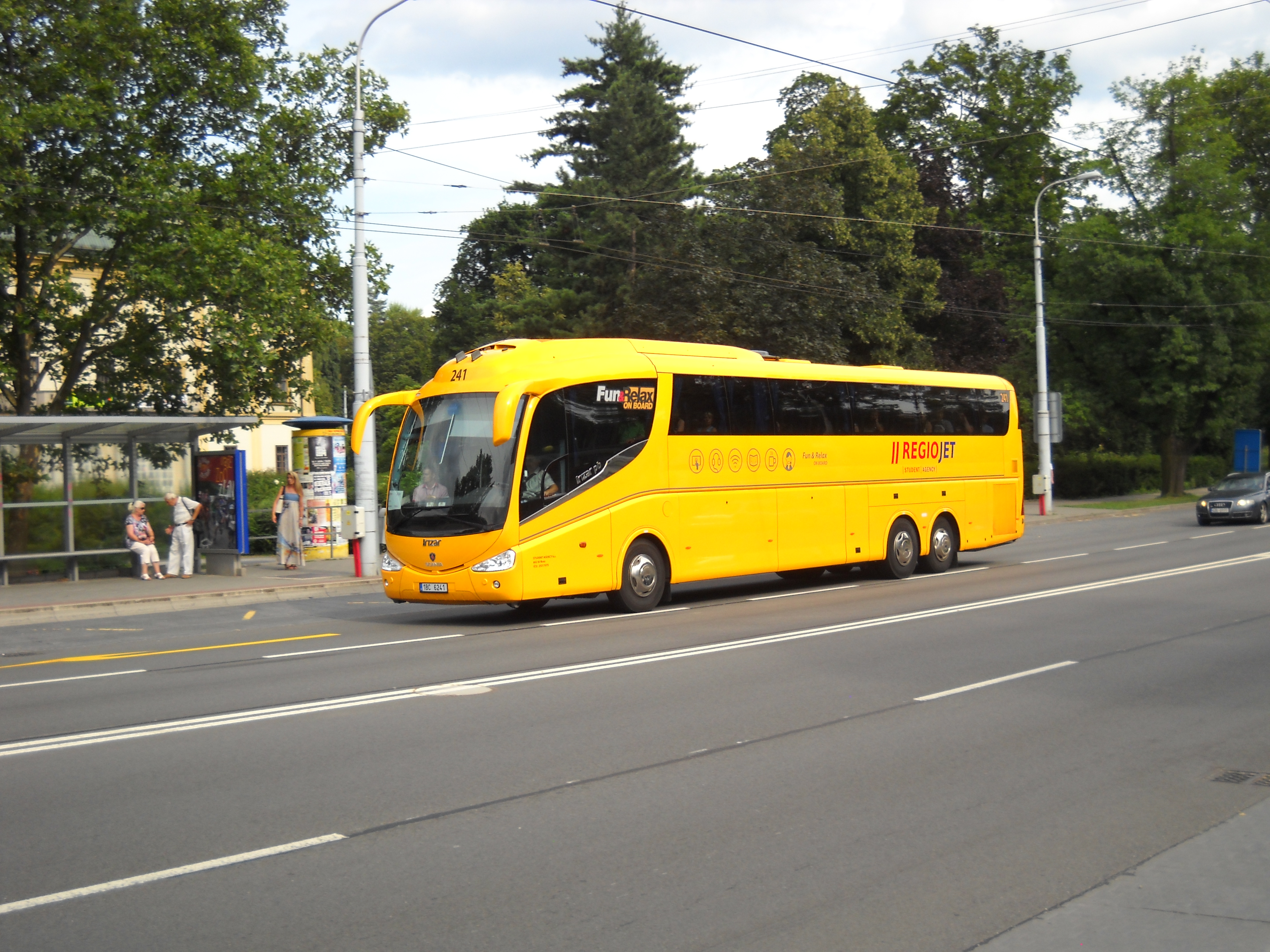
Autobus Irizar PB ve Zlíně.

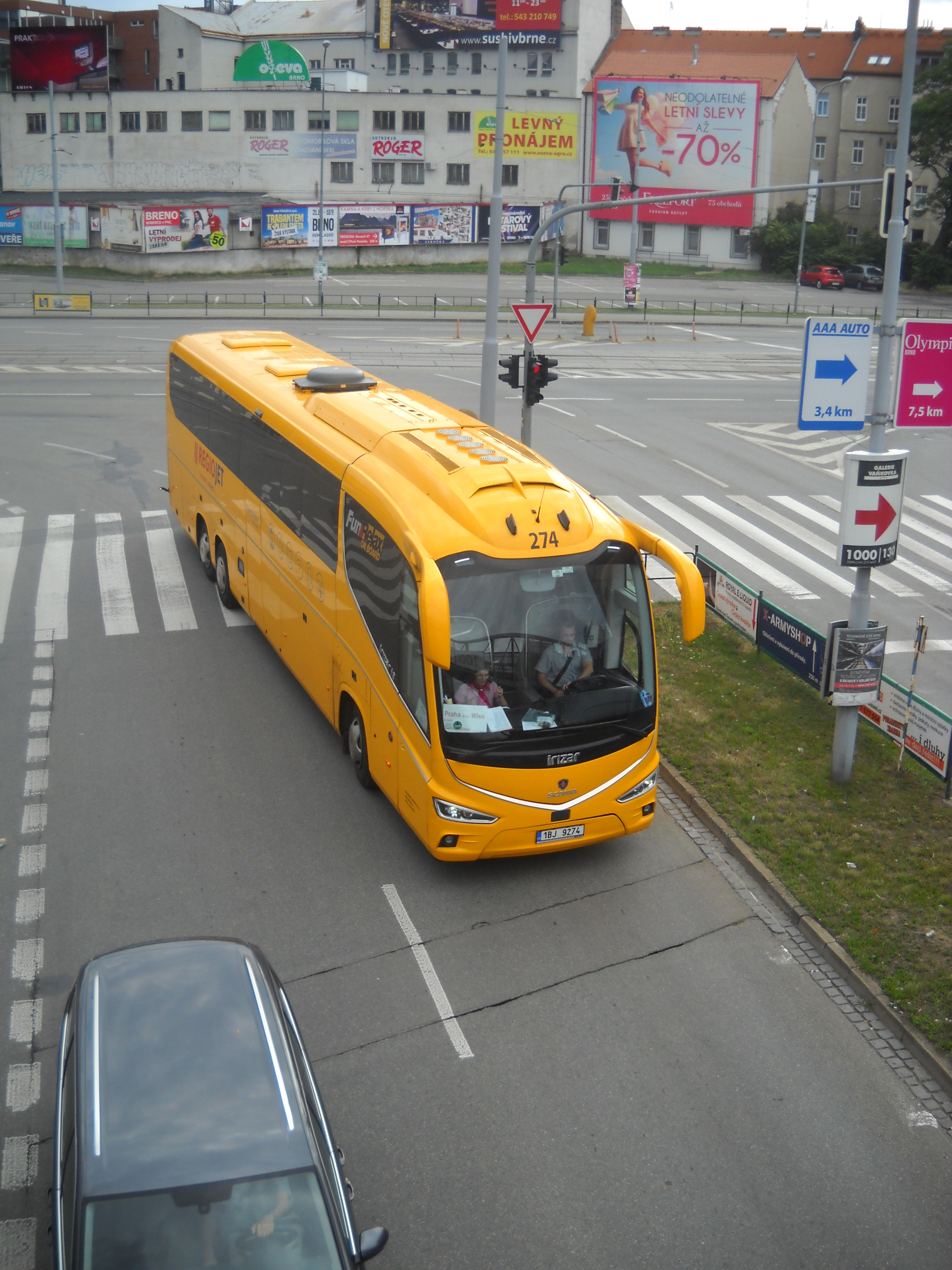
Vlajková loď firmy REGIOJET autobus Irizar I8.

STUDENT AGENCY k.s. (IČ 25317075) je česká společnost se sídlem v Brně. Vznikla jako STUDENT AGENCY, s. r. o. v roce 1996, k 1. srpnu 2013 byla transformována na komanditní společnost. Od založení s.r.o. byl jejím jediným vlastníkem a jednatelem Radim Jančura, k 1. srpnu 2013 se statutárním orgánem – komplementářem – stala mateřská společnost STUDENT AGENCY holding, a.s., která již od 5. února 2013 vlastnila 98 % společnosti, a jediným společníkem-komanditistou se vkladem 20 000 Kč se stal Radim Jančura. Tržby za rok 2008 dosáhly výše 3,5 miliardy korun. Největší podíl měl prodej letenek, ubytování a doplňkových služeb (66 %), následovaný autobusovou dopravou (23 %), studijními pobyty v zahraničí a školními zájezdy (10 %) a pracovními a au pair programy v zahraničí (1 %). Centrálu má v renesančním Domě pánů z Lipé, který vlastní Jančurova společnost DPL Real.
STUDENT AGENCY holding a.s. (IČ 29379261) byla zapsána do obchodního rejstříku 29. listopadu 2012. Jejím jediným akcionářem a jediným členem představenstva je Radim Jančura. Původně vlastnil 2 akcie na jméno v hodnotě 1 milion Kč, od navýšení základního kapitálu k 17. červenci 2013 vlastnil 454 takovýchto akcií. Základní kapitál byl navýšen na základě započtení pohledávek společnosti z převodu obchodních podílů Radima Jančury ze společností STUDENT AGENCY, s.r.o., ORBIX, s.r.o. a DPL Real, s.r.o. Smlouvy o převodech svých podílů uzavřen Radim Jančura se společností STUDENT AGENCY holding a.s. dne 17. listopadu 2012.
V listopadu 2015 Radim Jančura oznámil, že chce autobusové linky Student Agency na jaře 2016 postupně převést na značku RegioJet (kterou původně používal pro železniční dopravu), což prý bude pro cizince srozumitelnější, protože příběh jeho firmy lidé za hranicemi neznají a je to nepraktický název pro dopravní firmu. Pod značkou RegioJet zavádí i autobusové linky na Slovensku a ze Slovenska do Rakouska. 4. dubna 2016 byl rebranding autobusové dopravy oficiálně zahájen, logo je postupně měněno na autobusových nádražích, autobusech, v informačních hlášeních, na informačních a propagačních materiálech, prodejních místech a internetových stránkách. Radim Jančura chce RegioJet prezentovat jako jednotnou vedoucí středoevropskou síť autobusových a vlakových spojů s přepravními službami špičkové kvality.

## Zahraniční pobyty
Původní hlavní činností společnosti byly studijní a pracovní pobyty pro mládež a dospělé. Dívky mají možnost vyzkoušet si hlídání dětí v zahraničních rodinách (au pair), zejména ve Velké Británii a USA. Pobyty jsou zpravidla tříměsíční, ale mohou trvat i jeden celý rok. Student Agency zprostředkovává také pracovní pobyty v západní a jižní Evropě, USA, Kanadě a na Novém Zélandu, jedná se převážně o pracovní programy pro studenty a nekvalifikovanou práci pro mladé. Lze rovněž studovat cizí jazyky, angličtinu, němčinu, francouzštinu nebo španělštinu.

## Dopravní činnost

### Autobusová doprava
Student Agency zpočátku provozovala mezinárodní autobusovou dopravu do měst v Německu, Švýcarsku, Beneluxu, Anglii, Švédsku, Norsku, Itálii, Maďarsku, Rakousku a Slovensku. V dalších letech i do dalších evropských zemí (např. Francie a Nizozemsko). Provozuje například tyto linky:
- 000010 Praha – Londýn, zavedena pravděpodobně kolem roku 1996
- 000022 Praha – Janov
- 000031 Brno – Neapol
- 000032 Praha – Brno – Vídeň
- 000038 Praha – Budapešť
- 000039 Praha – Hamburk
- 000042 Praha – Oslo
- 000044 Praha – Brno – Bratislava – Nitra – Zvolen – Banská Bystrica – Rožňava – Košice
- 000095 Praha – Ženeva
- 000153 Praha – Bratislava
- 000170 Praha – Vídeň
- 000191 Praha – Essen
- 000194 Praha – Lyon
- 000195 Praha – Paříž
- 000209 Ostrava – Krakov
- 000263 Praha – Kodaň
- 000286 Praha – Bardejov
- 000287 Praha – Brno – Žilina – Poprad – Košice
- 000388 Praha – Varšava
- 000540 Praha – Amsterdam

Od dubna 2018 provozuje Student Agency ve spolupráci s dopravci SANYTOUR a TOV Zakarpateuroliniji na vlaky návaznou autobusovou linku Prešov–Košice–Užhorod–Mukačevo.

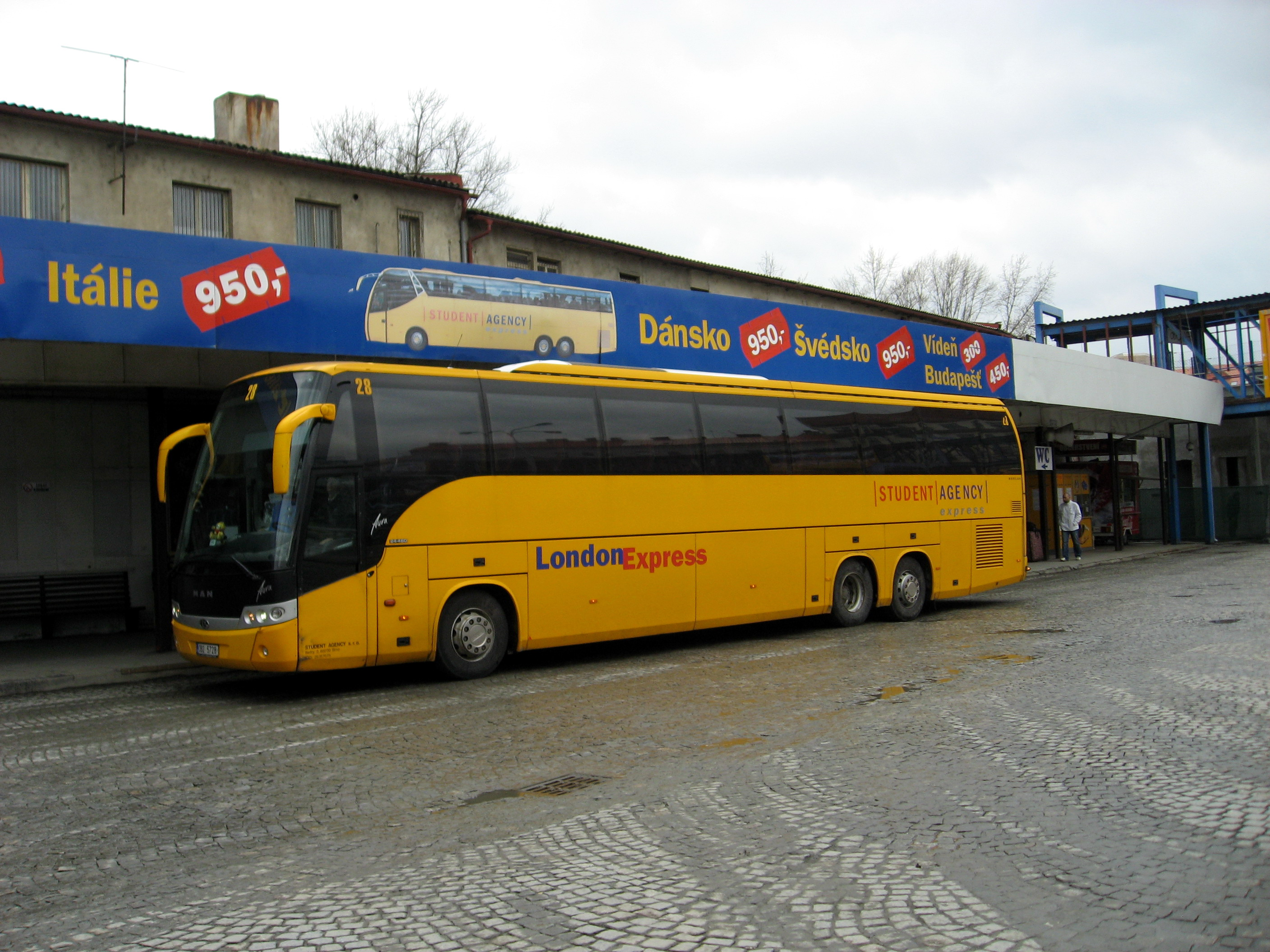
Autobus Student Agency na lince do Londýna v Praze na Florenci

Od roku 2004 postupně zahájila i vnitrostátní linky:
- 721309 Praha – Brno od 5. ledna 2004 (v rámci této linky byly později zavedeny i spoje se zastávkou v Jihlavě)
- 144101 Praha – Plzeň od 7. listopadu 2004
- 154420 Praha – Liberec od 1. února 2005
- 191110 Praha – Ostrava od 9. ledna 2006, zrušena 1. října 2011, částečně nahrazena vlakem RegioJet
- 142107 Praha – Karlovy Vary od 12. února 2007, od 16. července 2012 prodloužena pod číslem 141103 do Sokolova a Chebu,[14] kvůli podmínce souhlasu Karlovarského kraje je však vyloučena vnitrokrajová přeprava z důvodu souběhu s dotovanými linkami[15]
- 182101 Praha – Zlín od 1. dubna 2007, zrušena 1. října 2011 v souvislosti se zavedením vlaků RegioJet. 13. 3. 2013 nahrazena linkou 721311 Brno – Zlín.
- 133109 Praha – České Budějovice – Český Krumlov od 17. března 2008.[16] Zavedení linky SA opakovaně oznamovala a odkládala: V dubnu 2006 ohlásila po prázdninách linku Praha – České Budějovice[17], v létě ji slibovala od konce roku[18], po jeho uplynutí uváděla podzim 2007 s pokračováním do Českého Krumlova[19]). Ve zveřejněném jízdním řádu platném od 4. března 2007 byla uvedena linka se dvěma větvemi, ze Smíchova přes Písek a z Roztyl a Opatova přes Tábor, ale se zahájením provozu až od 1. listopadu 2007. Dle nového jízdního řádu platného od 1. listopadu 2007 i dalšího od 9. prosince 2007 však žádný spoj nejel. Koncem září SA tvrdila, že „odloží svůj nástup na linku“ kvůli cenové válce se společností Asiana na brněnské trase a souvisejícímu posílení spojů.[20] V polovině února 2008 byl v systému IDOS zveřejněn nový jízdní řád platný od 3. března 2008, podle něhož čtyři páry spojů v trase přes Písek mají zahájit provoz od 17. března 2008 a jeden pár spojů přes Tábor je uveden s poznámkou, že po celou dobu platnosti JŘ ani jednou nejede.
- 161220 Praha – Hradec Králové od 2. listopadu 2009.[21] Již v dubnu 2006 Radim Jančura oznámil, že linku Praha – Hradec Králové zavede po prázdninách.[17] V srpnu 2007 zmínil, že na uvažovaných autobusových linkách z Prahy do Hradce Králové nebo České Lípy by měly jezdit autobusy stažené po vstupu Student Agency na železnici kolem roku 2010 z trasy Praha – Ostrava.[22] 23. května 2016 nahrazena linkou vedoucí až do Trutnova.
- 721308 Karviná – Brno (– Praha) a Ostrava – Brno od13. 3. 2013, úprava linky Ostrava – Praha v návaznosti na vlakové spojení IC RegioJet.[23]
- 721312 Brno – České Budějovice (varianty Brno – Jihlava – Pelhřimov – Tábor – České Budějovice a Brno – Třebíč – Telč – Jindřichův Hradec – České Budějovice po 1 páru spojů), od 15. dubna 2013[24] Na jaře 2016 má na lince přibýt zastávka Třeboň.[10]
- 152101 Praha – Most – Chomutov, od 29. 4. 2013[25]
- 169223 Praha – Hradec Králové – Jaroměř – Dvůr Králové nad Labem – Trutnov, od 23. května 2016, nová linka vznikla prodloužením dosavadní linky 161220[10][26]
- 183102 Praha – Humpolec – Jihlava – Želetava – Moravské Budějovice – Pavlice – Vranovská Ves – Znojmo, od 18. 4. 2016[10]

Student Agency zavedla na svých autobusových linkách služby, které předtím nebyly v České republice běžné. V autobusech jsou zdarma k dispozici časopisy (získávané z remitendy distributorů) a denní tisk, během jízdy lze sledovat film nebo poslouchat hudbu do sluchátek s výběrem z osmi kanálů, během cesty je cestujícím k dispozici stevard či stevardka a v ceně jízdného je zahrnutá i káva či jiné teplé nápoje, studené nápoje lze ve voze zakoupit.
Zároveň SA nasadila nižší ceny, čímž donutila i ostatní dopravce včetně Českých drah ke snížení cen nebo speciálním relačním slevám.  Ke snížení cen musel majoritní dopravce přistoupit i v oblasti občerstvení. 
Dopravní společnost Čebus po nástupu Student Agency trasu Praha – Brno opustila a její spoje převzala firma Český národní expres, která jich poté většinu zrušila.
Student Agency zavedla nové typy placení jízdenek a rezervace míst, například tzv. otevřené nebo kreditové jízdenky, po jejichž předplacení lze konkrétní spoj rezervovat přes web nebo po SMS.
Dne 17. prosince 2006 Radim Jančura uvedl, že v souvislosti se zavedením elektronického mýtného společnost zdražuje jízdné o 15 % a přestává investovat do autobusové dopravy v České republice. Zrušeny měly být linky Praha – Ostrava a Brno – Ostrava.
Začátkem června 2016 firma, provozující autobusovou dopravu již pod značkou RegioJet, oznámila, že na třech nejkratších linkách (z Prahy do Liberce, Plzně a Hradce Králové) ruší stevardy, roznášející denní tisk či horké nápoje, a nahrazuje je personálem v nástupních stanicích, který cestujícím vydá sluchátka, balenou vodu a denní tisk. Toto opatření prezentovala pod názvem „zjednodušený systém obsluhy a odbavení“. Dosud byly bez palubního personálu pouze posilové spoje a linky, které dopravce provozoval pro Deutsche Bahn.

#### Spolupráce s Deutsche Bahn
V září 2011 dopravce spolu s německým dopravcem Deutsche Bahn oznámil, že od 11. prosince 2011 spolu spouští autobusové spojení DB Expressbus v trase Mnichov – Praha, a to čtyřikrát denně s jízdní dobou 3 hodiny a 45 minut. Na linku má Student Agency nasadit nové autobusy Fun&Relax v barevném provedení DB s označením, že linka je provozována ve spolupráci se Student Agency. Na lince platí nabídka tarifů Europa-Spezial, v německém úseku je možná kombinace s vnitrostátní přepravou DB a kartou BahnCard, v českém úseku platí 25% sleva RAILPLUS na mezinárodní jízdenky, místenky jsou povinné a jejich cena je zahrnuta přímo v ceně jízdenky.
Obdobná spolupráce probíhá i na lince Praha – Norimberk. Na těchto linkách jsou nasazovány patrové autobusy typu Setra S 431DT.

#### Vozový park
Dříve byla doprava zajišťována španělskými autobusy značky Ayats Atlantis moderního vzhledu (na podvozku MAN) a nápadného žlutého nátěru, byly však již vyřazeny. Později přibyly španělské autobusy Beulas (na podvozku Scania a Volvo). V roce 2006 bylo zakoupeno i pět autobusů Mercedes-Benz Travego, nasazovaných na cesty do Vídně.
V roce 2005 firma zakoupila 25 nových autobusů, především značky Beulas. Na rok 2006 plánovala nákup dalších 25–30 vozů. V roce 2012 společnost vlastnila cca 110 autobusů, z nichž 5 bylo v bílé barvě a společnost s nimi provozovala linky Praha – Norimberk a Praha – Mnichov pro Deutsche Bahn.
V roce 2013 firma vlastnila 152 autobusů. Nejpočetnějším typem autobusu byl španělský Irizar PB na podvozku Scania nebo Volvo, firma jich vlastnila 93, z nichž 67 bylo ve výbavě Fun & Relax. Druhým nejpočetnějším typem byl Beulas Aura, jichž firma vlastnila 39.
V dubnu 2016 byl vozový park rozšířen o 45 supermoderních autobusů nové generace Irizar i8, první z nich byly nasazeny na linku Praha – Drážďany – Berlín. V souvislosti s tím mají být odstaveny z provozu starší typy autobusů – na pravidelných linkách mají být autobusy RegioJet nasazovány výhradně ve vybavení Fun & Relax – starší typy mají být nasazovány pouze jako posily, záloha či v nepravidelné dopravě. Počet autobusů ve vozovém parku RegioJet dosáhl 210.

#### Boj o Liberec

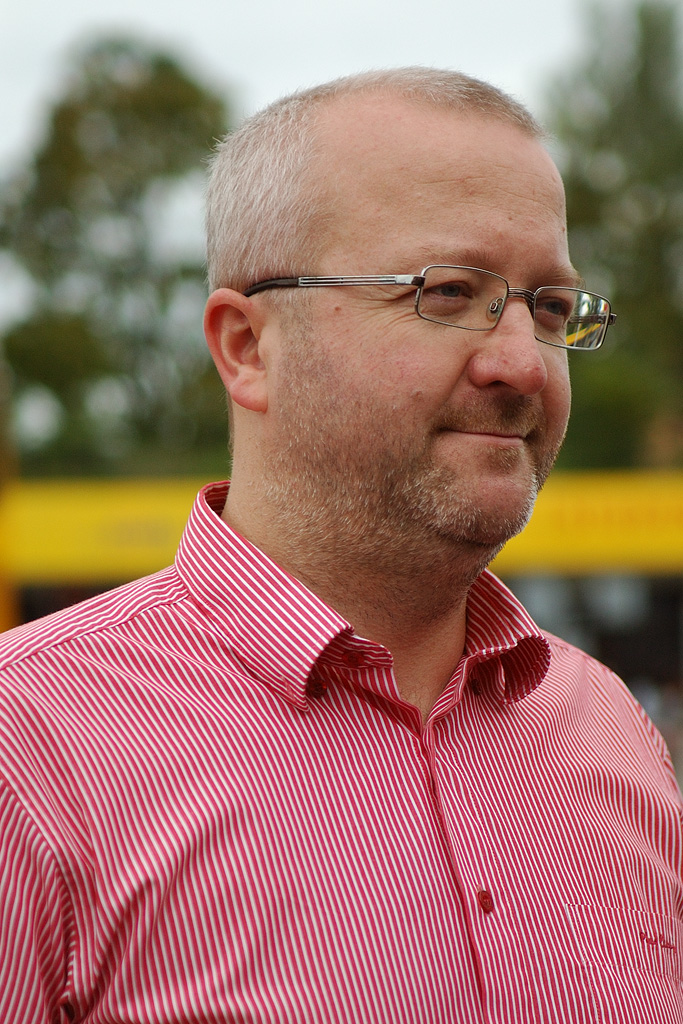
Radim Jančura

Trasa Praha – Liberec byla výjimečná tím, že ač je lukrativní, dopravní úřad v Liberci ji zahrnul do závazku veřejné služby a dopravu na ní financoval soukromému dopravci ČSAD Liberec a.s. stejným způsobem jako na dotovaných místních linkách. Na dotovanou trasu přitom zákon zakazuje vydat licenci dalšímu dopravci. Pražský magistrát ovšem zastával jiný výklad zákona a přes nesouhlas Libereckého kraje vydal v listopadu 2004 licenci firmě Hotliner s. r. o. a v lednu 2005 i Student Agency. Liberecký dopravní úřad hodlal u ministerstva dopravy napadnout platnost licence vydané v Praze. Později tuto linku vyjmul ze závazku veřejné služby a ČSAD Liberec podstatně omezilo provoz na této trase. Firma Hotliner trasu opustila v březnu 2006.
V roce 2005 odmítala ČSAD Liberec uzavřít se Student Agency smlouvu o užívání autobusového nádraží v Liberci (problémy s uzavíráním smlouvy měl již i Hotliner) a její vozy na autobusové nádraží vpouštět, ačkoliv Student Agency měla na tuto linku řádnou licenci vydanou pražským magistrátem. ČSAD to zdůvodňovala tím, že odjezdové stání určené pro odjezdy do Prahy je již vytížené a ostatní stání jsou určena pro jiné směry.
Několik měsíců tak probíhal konkurenční boj, kdy Student Agency zastavovalo mimo zastávku v prostoru před autobusovým nádražím, nádraží celodenně hlídala bezpečnostní agentura najatá ČSAD Liberec, která u vjezdu do nádraží nechala postavit i závoru. Student Agency kompenzovala cestujícím tuto nevýhodu od 2. února 2005 symbolickou cenou 1 Kč za jízdu z Liberce do Prahy. Dopravce Hotliner kvůli tomu podal na Student Agency žalobu pro nekalou soutěž a zároveň podnět k Úřadu pro hospodářskou soutěž. Rovněž ČSAD Liberec se vyjádřilo, že podá žalobu i podnět, a 21. února 2005 vydal Krajský soud v Brně předběžné opatření, kterým zakázal Student Agency prodávat jízdenky do Prahy za 1 Kč.
ČSAD Liberec od 24. února na základě dalšího předběžného opatření soudu začalo autobusy vpouštět na autobusové nádraží, avšak od 6. března jim zase ve vjezdu bránilo až do 11. srpna, protože došlo ke sporu o to, zda předběžné opatření stále platí. Úřad pro hospodářskou soutěž ve sporu SA – ČSAD Liberec konstatoval, že ČSAD Liberec zneužilo svého monopolního postavení, za což dostalo pokutu 2,5 milionu korun, která byla po podání rozkladu snížena na 2 miliony korun.
Rozhodnutí úřad vydal 6. června 2005, rozhodnutí o rozkladu dne 15. května 2006. Dne 6. dubna 2007 rozhodnutí ÚOHS potvrdil Krajský soud v Brně.
V důsledku sporů majoritní vlastník ČSAD Liberec založil novou firmu ANL, s. r. o., která od prosince 2005 má ve správě autobusové nádraží Liberec.[zdroj?] To tak již není ve správě žádného dopravce.
V květnu 2007 se objevila kritika, že po vytlačení ostatních dopravců začala kvalita dopravy na trase Praha–Liberec klesat. Student Agency začala z důvodů poruchy běžně používaných autobusů na některé spoje nasazovat starší vozy Neoplan a Mercedes bez obvyklého servisu (občerstvení, promítání).
Předmětem kritiky je i vysoká obsazenost spojů, některé z nich jsou i týden dopředu vyprodané.
Od 15. března 2009 zavedl Dopravní podnik města Liberce novou linku 540 851 Liberec – Praha s odjezdem z terminálu MHD Fügnerova v centru Liberce. Student Agency následně od 1. dubna 2009 na své lince do Liberce zrušila asi 8 párů spojů.
Od 15. února 2011 zastavovala Student Agency i na zastávce ve Fügnerově ulici a mezi oběma dopravci byla vedena cenová válka.
Od 1. ledna 2013 bude Student Agency provozovat linku do Prahy sám, jeho konkurent ji jako prodělečnou zrušil.

#### Spor v Jihlavě
4. června 2007 dopravce ICOM transport umístil na autobusové nádraží v Jihlavě dopravní značku, jíž zakázal na stanoviště 1–13 vjíždět vozidly vyššími než 3,60 metru. Důvodem bylo zastřešení nástupiště, pro vyšší vozy upravil vlastník nádraží pouze stanoviště č. 30. Tím znemožnil vjezd vysokým autobusům Student Agency, dosud zastavujícím u stanoviště č. 7, z jehož blízkosti jezdí i linky jiných dopravců do Prahy.
Student Agency se obrátila nejprve na jihlavský magistrát a pak na Úřad pro ochranu hospodářské soutěže s podezřením na zneužívání dominantního postavení, ten však podnět odložil jako nedůvodný.

#### Dumpingové ceny

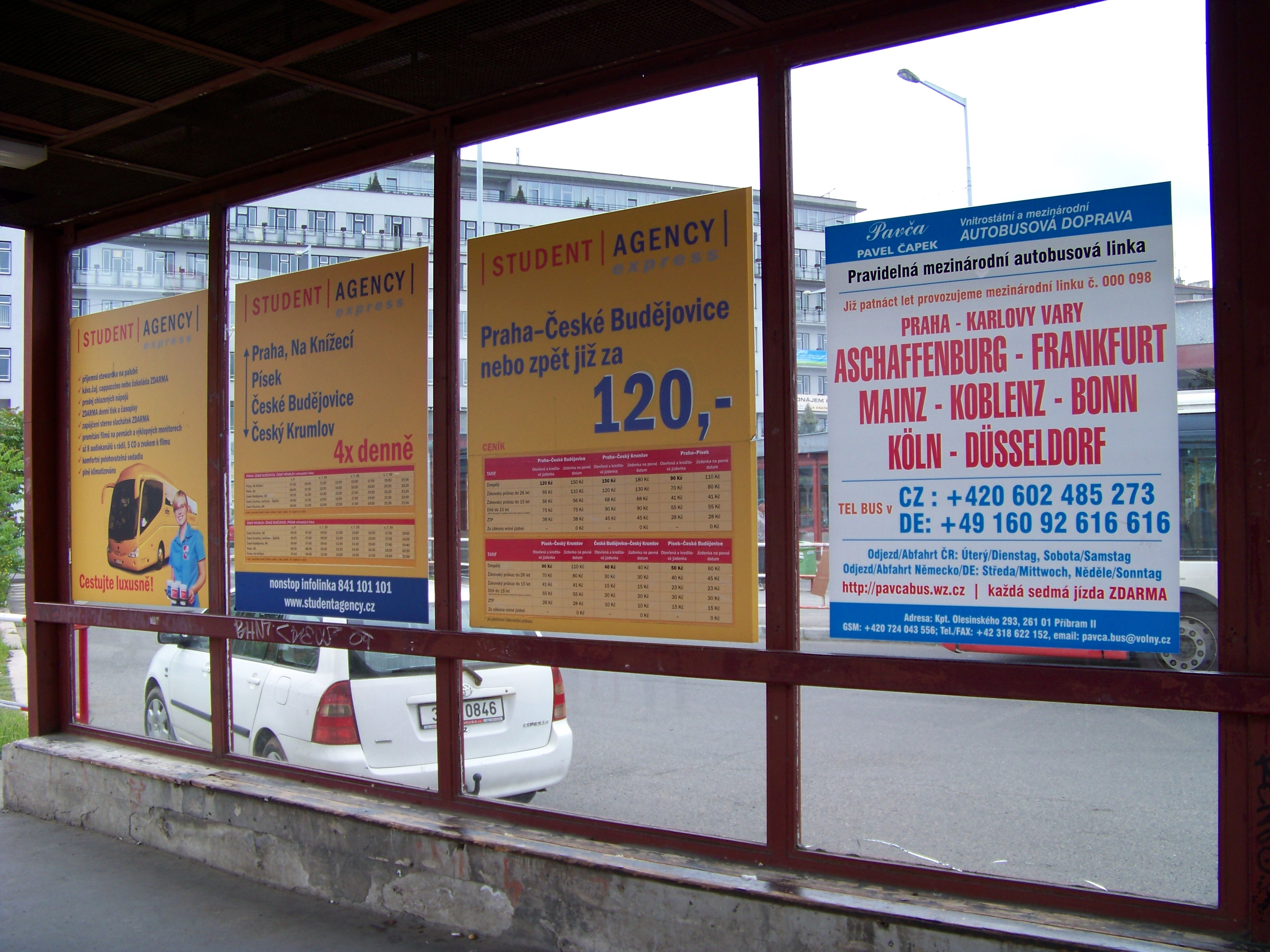
Inzerce linek SA v Praze v terminálu Na Knížecí

V rámci konkurenčního boje se železničním dopravcem zavedla Student Agency pro prvních 10 cestujících v každém autobusu na trase Praha – Ostrava jízdné 1 Kč, podobné nabídky vyhlásil i pro trasu Brno – Ostrava a Praha – Karlovy Vary. Úřad pro ochranu hospodářské soutěže v květnu 2007 oznámil, že bude zkoumat, zda nejde o zneužívání dominantního postavení. Zároveň však předseda ÚOHS sdělil, že zřejmě na žádné z linek nemá Student Agency dominantní postavení. Jízdné za korunu na trase Praha – Ostrava bylo nejprve omezeno na prvních 5 cestujících a následně zrušeno ke 14. listopadu 2007.
Na začátku listopadu 2010 uložil Úřad na ochranu hospodářské soutěže dopravci Student Agency pokutu 6 milionů Kč za to, že na vstup konkurenčního dopravce Asiana na trasu Praha – Brno s jízdným 50 Kč reagoval v roce 2007 snížením ceny kreditových jízdenek rovněž na 50 Kč, tedy údajně podnákladovou cenu. Student Agency se odvolala: namítá, že akční slevy pro vymezený okruh zákazníků jsou běžným nástrojem a že linka Student Agency z Prahy do Brna byla i po tuto dobu stále zisková.
SA rovněž vytýká úřadu, že do relevantního trhu ve zdůvodnění rozhodnutí nezahrnul železniční spojení, kde České dráhy nabízely v rámci slevy eLiška jízdné 35 Kč. SA však uvítala rozhodnutí ÚOHS jako precedent, že větší operátor (dominantní dopravce) nemůže na vstup dalších subjektů na trh reagovat úpravou ceny, a požaduje, aby stejným metrem posuzoval i dopravce, kteří nabízejí podobné obchodní nabídky či jiné relační slevy.
Pokuta byla po odvolání ÚOHS snížena na 5 miliónů Kč, po odvolání ke Krajskému soudu v Brně byla v listopadu 2012 zcela zrušena a případ vrácen ÚOHS k novému projednání. Soud přitom uznal tvrzení SA, že relevantním trhem je i železniční spojení.

#### Kritika
V únoru 2005 projednával pražský magistrát porušení licence, které mělo spočívat v tom, že cestující na trase linky Liberec – Praha-Černý most – Praha-letiště Ruzyně byli nuceni přestupovat z dvoupatrového autobusu do minibusu pokračujícího na letiště, ačkoliv licence přestup v Praze neumožňovala.
V srpnu 2006 si cestující stěžoval, že dálkové autobusy Student Agency někdy v rozporu s licencí a jízdním řádem sjíždějí z trasy na technickou zastávku v garážích firmy u Velké Bíteše pro vyprázdnění záchodů a doplnění paliva, což vede ke zpožděním.
Ředitel Radim Jančura tuto praxi potvrdil a sdělil, že jde o dočasné řešení. Ani v jízdním řádě 2006/2007 však tato zastávka není uvedena.
Mezi a kritiky se kvůli barvě autobusů a expanzivnímu způsobu zavádění nových linek někdy firmě Student Agency přezdívá „žlutý mor“, stejnou přezdívku měl i Český Telecom a používá se třeba i pro řepku olejku či další typické „žluté“ rychle se šířící produkty.[zdroj?]
V září 2015 potvrdil Nejvyšší soud pokutu vyměřenou Úřadem pro ochranu hospodářské soutěže ve výší více než 5 miliónu korun pro Student Agency, kterou má firma uhradit za zneužití dominantního postavení na trhu v letech 2007–2008, kdy měla na trase Praha–Brno nabízet podnákladové jízdné s cílem zničit na této trase konkurenci. Vedení firmy s rozsudkem nesouhlasilo.

#### Nehody
- 11. dubna 2006 ve 4 hodiny nedaleko Nového Jičína autobus na lince Ostrava – Praha sjel ze silnice, když se vyhýbal dopravním kuželům rozházeným po silnici nedaleko místa frézování vozovky. Ze 16 lehce zraněných byli dva hospitalizováni na pozorování[58].

- 14. září 2006 na dálnici D1 u Brna zadýmil motor čtyři roky starého minibusu značky SOR na pravidelné regionální lince Brno – Velká Bíteš. Požár uhasil řidič ještě před příjezdem hasičů.[59]

- 26. dubna 2007 na 97. kilometru dálnice D1 vyhořel tři roky starý autobus značky Ayats na lince Brno–Praha. Ke zranění cestujících ani ke zničení jejich zavazadel nedošlo.[60]

- 25. září 2008 se autobus nedaleko italského města Padova střetl se slovinským kamionem, který bez předchozí signalizace najel do pruhu před autobus. Nehodu nepřežila dvaadvacetiletá stevardka sedící na sedadle vedle řidiče, cestujícím se nic nestalo[61].

- 3. října 2008 zahynulo 5 lidí a dalších nejméně 20 bylo zraněno při havárii autobusu u slovenské obce Kostolná v okrese Trenčín.[62]

- 20. července 2009 se převrátil autobus značky Beluas Aura SPZ:4B2 5370 u obce Lubenec – Drahonice v okrese Louny. Ze 43 lidí bylo 30 zraněno lehce a čtyři těžce. Řidič autobusu nepřizpůsobil jízdu stavu vozovky.[63] Autobusy obvykle jezdí po silnici I/6. Vzhledem k frézování vozovky musel řidič využít objížďku po silnici druhé třídy, kde havaroval[64].
- 15. prosince 2012 Autobus společnosti Student Agency se zapletl do hromadné autonehody na silnici R35 (od roku 2016 značené D35) ve směru z Olomouce na Ostravu. Byli zranění dva cestující. [65]
- 9. května 2013 autobus na lince Chomutov–Praha narazil do před ním jedoucího kamionu. 20 cestujících bylo zraněno, z toho 1 cestující vážně. Podle svědectví z místa nehody bylo zřejmé, že nehodu zavinil řidič Student Agency, který nedobrzdil za kamionem. [66]
- 11. června 2013 upadlo za jízdy kolo autobusu společnosti Student Agency jedoucím z Ostravy do Brna, nikdo nebyl zraněn.
- 11. listopadu 2013 zemřela pod koly žlutého autobusu společnosti Student Agency pošťačka z Mostu, když přecházela silnici.[67]

### Železniční doprava

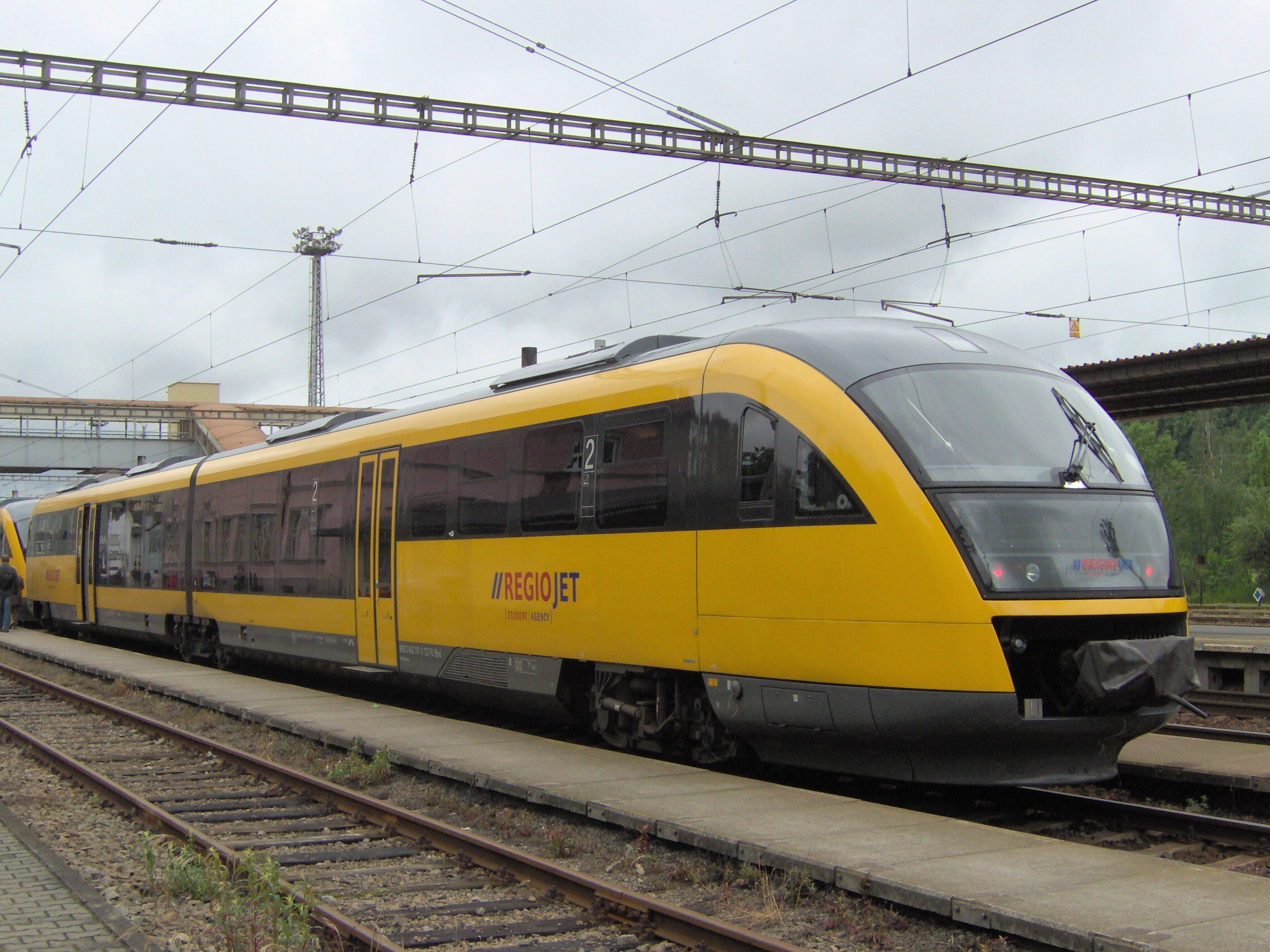
Propagační železniční souprava RegioJet v roce 2010

V roce 2006 vyjádřil Radim Jančura v několika rozhovorech záměr, že by se jeho firma v horizontu zhruba tří let stala i železničním dopravcem, prvním propagovaným záměrem bylo provozování dopravy na trase Praha – Ostrava. V následujících letech se Student Agency účastnila výběrových řízení, podávala krajům i ministerstvu dopravy nabídky na provozování dotované dopravy a jednala s kraji. V březnu 2009 byla zapsaná dceřiná společnost RegioJet a.s. a 24. dubna 2010 vyjel pod značkou RegioJet první vlak, a to v rámci propagační akce Žluté jaro na železnici.

### Legislativa
Ve spolupráci s poslancem Evropského parlamentu Josefem Zieleniecem a senátorem Igorem Petrovem se Radim Jančura rozhodl soudně napadnout stát, protože dopravcům nehradí bezplatné cestování poslanců a senátorů, na které mají ze zákona nárok. Za tímto účelem provedli oba politici 21. dubna 2006 demonstrativní jízdu z Prahy do Brna, na základě které Radim Jančura následně stát zažaloval o náhradu jízdného. 8. prosince 2006 oznámil Radim Jančura v diskusním pořadu na České televizi, že tento spor se státem vyhrál a vysoudil 270 Kč za přepravu členů Parlamentu.

### Taxislužba
V dubnu 2013 se Radim Jančura stal jednatelem nové společnosti Tick Tack Taxi, v níž měla 80% podíl Student Agency a 20% podíl stávající společnost Tick Tack, která provozuje taxislužbu zaměřenou na movitější a firemní klientelu, a kterou by měla vlastnit společnost Kurýr Taxi, již spoluvlastní Pavel Nytra. Jančura avizoval, že se nová společnost má do roka stát jedničkou v taxislužbě v Praze, má si pořídit 1000 nových vozů značek Audi A6 a BMW GT průměrného stáří do 1 roku a zlepšit špatné jméno pražské taxislužby. Zkušební provoz měl být spuštěn 15. července 2013. Plný provoz byl zahájen v listopadu 2013. V roce 2016 byl zahájen provoz vozů Škoda Octaivia na stlačený zemní plyn pod značkou GREEN PRAGUE. Ke dni 1. února 2018 byly ztrátové značky TICK TACK a GREEN PRAGUE prodány společnosti Taxi Praha s.r.o.

## Ohlasy na činnost firmy
Radim Jančura získal za rok 2005 ocenění Podnikatel roku udělované společností Ernst & Young.
V roce 2014 byla Student Agency vyhodnocena jako čtvrtá nejobdivovanější společnost v žebříčku CZECH TOP 100. Zároveň byla nejobdivovanější společností v Jihomoravském kraji a také v odvětví dopravy a pomocných činností v dopravě a cestovních kanceláří.
24. února 2006 obdržela Student Agency dvě ocenění TTG Travel Awards za rok 2005: první místa, v kategoriích „Nejlepší letenková (IATA) agentura v ČR“ a „Nejlepší autobusový dopravce“.

## Hospodaření

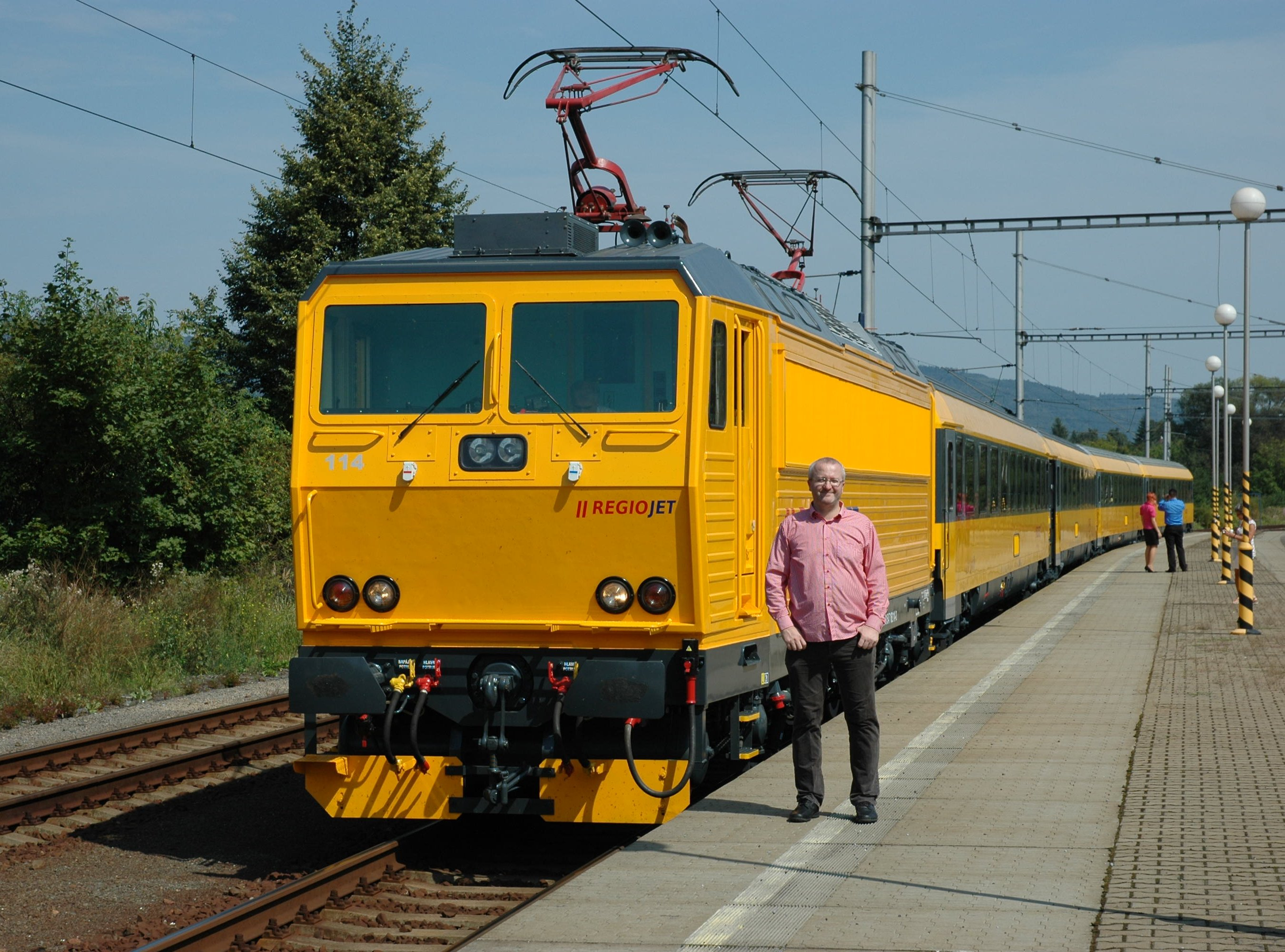
Radim Jančura se soupravou společnosti RegioJet

| miliony Kč      | 2000 | 2001 | 2002 | 2003 | 2004  | 2005  | 2006  | 2007  | 2008  | 2009  | 2010  | 2011  | 2012  | 2014  | 2015  |
| --------------- | ---- | ---- | ---- | ---- | ----- | ----- | ----- | ----- | ----- | ----- | ----- | ----- | ----- | ----- | ----- |
| Tržby           | 148  | 307  | 753  | 901  | 1 266 | 1 471 | 2 108 | 2 755 | 3 525 | 2 915 | 1 182 | 1 286 | 1 634 | 2 204 | 2 730 |
| Provozní zisk   | (0)  | (−1) | 5    | 5    | 7     | 12    | 13    | 19    | 21    | 112   | 104   | 107   | 157   | 257   | 294   |
| Čistý zisk      | 0    | 1    | 1    | 2    | 3     | 7     | 7     | 0     | 13    | 76    | 76    | 86    | 110   | 241   | 221   |
| Aktiva          | 16   | 35   | 72   | 98   | 99    | 140   | 220   | 413   | 379   | 403   | 520   | 746   | 903   | 1 517 | 1 589 |
| Vlastní kapitál | 0    | 1    | 3    | 5    | 7     | 14    | 19    | 17    | 29    | 100   | 171   | 257   | 366   | 462   | 463   |

### Čerpání z veřejných prostředků
Firma neprovozuje dopravu na základě žádných smluv o základní dopravní obslužnosti a nečerpá veřejné prostředky tímto způsobem. Čerpá však od Ministerstva dopravy kompenzace za studentské jízdné:
- 2010: 30 164 165,75 Kč
- 2011: 35 550 465,38 Kč
- 2012: 39 502 640,40 Kč
- 2013: 42,955 mil Kč
- 2014: 51,924 mil Kč
- 2015: 50,929 mil Kč